# Alma III: Soma
Alma III: Soma is een compositie van de Fin Jukka Tiensuu. Het werk vormt een drieluik met Alma I: Himo en Alma II: Lumo
Het werk is geschreven op verzoek van het muziekfestival van Warschau en het werk kreeg daar dan ook haar eerste uitvoering op 21 september 1998 door het Sinfonia Varsovia onder leiding van Jacek Kaspszyk Het Filharmonisch Orkest van Helsinki betaalde wel mee aan de totstandkoming van het werk.

## Orkestratie
- 2 dwarsfluiten, 2 hobo’s, 3 klarinetten, 2 fagotten
- 2 hoorns, 2 trompetten, 3 trombones, 1 tuba
- 1 stel pauken, 2 man / vrouw percussie, keyboard sampler
- violen, altviolen, celli en contrabassen.

Bovenstaande en de discografie hieronder is het enige dat bekend is van het werk. De componist schreef geen inleiding of programma bij het werk en stelt het kennelijk niet prijs dat iemand anders dat schrijft want het boekwerkje bij de compact disc bevat geen aanvullende informatie. Daarom hieronder alleen een sfeertekening.

## Sfeer
De muziek is typisch “Noords”, veel schakeringen tussen lichte en donkere klanken. Het eendelig werk begint met drie ferme akkoorden, die plots overgaan in een wat klagerige korte melodie in de strijkinstrumenten. De akkoorden uit het begin komen het gehele werk terug als felle accenten. Het timbre is daarbij vrijwel licht tot hel aan toe. Door de accenten lijkt het werk niet op gang te komen, terwijl het werk zelf het tegendeel bewijst. Het slot is even onverwachts als het begin; het lijkt plots te eindigen, maar dan net wel op een passend slotakkoord. De sampler is zo in het werk ingebed dat ze als moderne muziekuiting nauwelijks opvalt. De muziek die het benadert, is de muziek van Magnus Lindberg, maar Alma III: Soma is ondanks de vrij stevige dynamiek niet zo massief als die van Lindberg.

## Discografie
- Uitgave Alba Records Oy: Susanna Mälkki met het Tampere Philharmonisch Orkest; een opname uit 2005.